# 보안면
보안면(保安面)은 대한민국 전북특별자치도 부안군의 면이다.

## 개요
보안면 이름 보안은 옛 고을 이름으로서 이곳은 본래 보안현의 중심지였다. 보안현은 백제시대부터 있던 고을인데 조선시대 초에 부령현에 병합되었으며 부안의 '안' 은 바로 이 보안에서 온 것이다. 한편 유천리 도요지는 유명한 고려자기의 생산지였다. 보안면의 서부는 산지와 임해 간척지, 동부는 평야지이며 미곡의 주산지로서 총 1,501가구 중 1,031가구가 농업에 종사하고 있다.

## 행정 구역
- 남포리
- 부곡리
- 상림리
- 상입석리
- 신복리
- 영전리
- 우동리
- 월천리
- 유천리
- 하입석리

## 교육
- 보안초등학교 (폐교) - 보안면 선돌로 1060 (하입석리)
- 유천초등학교 (폐교) - 보안면 청자로 1493 (유천리)
- 영전초등학교 (영전리)
- 보안중학교 (영전리)